# 강인송
강인송(Kang insong)은 동화를 쓰는 작가이다.

## 작품 활동
2018년 어린이 문학을 통해 '너나 파티'를 발표하며 작품 활동을 시작했다. 먼저 쓴 책으로는 '오늘도 수줍은 차마니'가 있다. 2021 - 비룡소를 통해 '소곤소곤 회장'을 발표했다.
2022년 ‘나는 마음대로 나지’ 를 발표했다. 